# L'Orphelin et son chien
Pour les articles homonymes, voir A Dog of Flanders.
Pour plus de détails, voir Fiche technique et Distribution.
L'Orphelin et son chien (A Dog of Flanders) est un film américain en CinemaScope réalisé par James B. Clark, sorti en 1960. C'est un grand succès au box-office, le « succès inattendu de l'année ».
Il s'agit de la quatrième adaptation au cinéma du classique de la littérature pour la jeunesse, A Dog of Flanders de Ouida (1872). Les précédentes verrions sont :
- A Dog of Flanders (1914)[3]
- L'Enfant des Flandres (1924)
- A Dog of Flanders (1935)

Un remake sera tourné en 1999 : Nello et le Chien des Flandres.

## Synopsis
À Anvers, en Belgique, l'orphelin Nello s'occupe de la modeste ferme que loue son grand-père malade. Il aimerait devenir peintre mais n'en a pas les moyens financiers. Le vieillard et l'enfant recueillent au bord de la route un chien dans un piteux état à cause de maltraitance ; ils le nomment Patrache, d'après le chien du célèbre artiste Rubens, un peintre qu'admire Nello. Quand le grand-père ne peut plus tirer le chariot pour aller vendre son lait, c'est le chien qui tire le chariot. Mais le grand-père meurt. Nello et Patrache se retrouvent complètement démunis et incapables de payer le loyer de leur maison. Ils sont expulsés par le propriétaire, en plein hiver, et doivent apprendre à survivre dans un monde dur et âpre.
N. B. Comme c'est le cas dans prresque toutes les adaptations cinématographiques du roman, ce film connaît une fin heureuse, contrairement au roman où l'histoire se termine par la mort non seulement du grand-père mais aussi du garçon et de son chien.

## Fiche technique
- Titre français : L'Orphelin et son chien
- Titre  original : A Dog of Flanders
- Réalisation : James B. Clark
- Scénario : Ted Sherdeman, d'après le roman A Dog of Flanders de Maria Louise Ramé (1872)
- Musique : Paul Sawtell, Bert Shefter (en)
- Photographie : Otto Heller
- Montage : Benjamin Laird
- Lieux de tournage : Belgique (Anvers) et Pays-Bas
- Producteur : Robert B. Radnitz (en)
- Société de production : Associated Producers Inc.
- Société de distribution : 20th Century Fox
- Pays de production :  États-Unis
- Langue originale : anglais américain
- Format : couleur (De Luxe) — 35 mm — 2,5:1 (CinemaScope) — son : 4-Track stereo (RCA Sound Recording)
- Genre : drame, film pour la jeunesse
- Durée : 96 minutes
- Dates de sortie : 
  - États-Unis : 17 mars 1960
  - France : 29 septembre 1961

## Distribution
- David Ladd (en) : Nello Daas
- Donald Crisp : Jehan Daas, le grand-père
- Theodore Bikel : Piet Van Gelder, l'artiste
- Max Croiset : Cogez, le meunier
- Monique Ahrens : Corrie
- Siobhan Taylor : Alois Cogez, la fillette (créditée : "Siohban")
- Gijsbert Tersteeg : propriétaire de la ferme
- John Soer : le marchand ambulant
- Katherine Holland : la femme du meunier
- Lo van Hensbergen : le prêtre
- Mathieu van Eysden (en)
  - le chien "Patrasche" : Sam, chien de race Bluetick coonhound